# Монро (округ, Теннесси)
Округ Монро (англ. Monroe County) располагается в США, в штате Теннесси. Официально образован 13 ноября 1819 года. По состоянию на 2010 год, численность населения составляла 44 519 человек. Получил своё название по имени пятого президента США Джеймса Монро.

## География
По данным Бюро переписи США, общая площадь округа равняется 1690 км², из которых 1644 км² — суша и 46 км², или 2,71 % — это водоёмы.

### Соседние округа
- Лаудон (Теннесси) — север
- Блант (Теннесси) — север-восток
- Грейам (Северная Каролина) — восток
- Чероки (Северная Каролина) — юго-восток
- Полк (Северная Каролина) — юго-запад
- Мак-Минн (Теннесси) — запад

## Демография
По данным переписи населения 2000 года в округе проживает 38 961 житель в составе 15 329 домашних хозяйств и 11 236 семей. Плотность населения составляет 24 человека на км². На территории округа насчитывается 17 287 жилых строений, при плотности застройки 11 строений на км². Расовый состав населения: белые — 94,87 %, афроамериканцы — 2,27 %, коренные американцы (индейцы) — 0,36 %, азиаты — 0,36 %, гавайцы — 0,02 %, представители других рас — 0,86 %, представители двух или более рас — 1,26 %. Испаноязычные составляли 1,76 % населения.
В составе 32,10 % из общего числа домашних хозяйств проживают дети в возрасте до 18 лет, 59,40 % домашних хозяйств представляют собой супружеские пары, проживающие вместе, 10,00 % домашних хозяйств представляют собой одиноких женщин без супруга, 26,70 % домашних хозяйств не имеют отношения к семьям, 23,30 % домашних хозяйств состоят из одного человека, 13,20 % домашних хозяйств состоят из престарелых (65 лет и старше), проживающих в одиночестве. Средний размер домашнего хозяйства составляет 2,51 человека, и средний размер семьи — 2,94 человека.
Возрастной состав округа: 24,70 % — моложе 18 лет, 8,70 % — от 18 до 24, 28,60 % — от 25 до 44, 24,80 % — от 45 до 64, и 13,20 % — от 65 и старше. Средний возраст жителя округа — 37 лет. На каждые 100 женщин приходится 97,20 мужчин. На каждые 100 женщин старше 18 лет приходится 93,90 мужчин.
Средний доход на домохозяйство в округе составлял 30 337 USD, на семью — 34 902 USD. Среднестатистический заработок мужчины был 29 621 USD против 21 064 USD для женщины. Доход на душу населения был 14 951 USD. Около 15,50 % семей и 12,00 % общего населения находились ниже черты бедности, в том числе — 19,40 % молодежи (тех, кому ещё не исполнилось 18 лет) и 17,70 % тех, кому было уже больше 65 лет.